# Mélodi Bèlè
Albums de Edmond Mondésir
Manmay Bèlè
(2002)
Mélodi Bèlè est le premier album solo de Edmond Mondésir sorti en 1995.
C'est un album consacré aux chants bèlè (voix, ti bwa, tambour et chœurs). Edmond Mondésir nous fait découvrir son travail sur l'écriture de textes et de compositions de mélodies originales. Certaines de ses chansons (comme Gadé Yol La, Manjé Péyi-A, Moun A Bo Loto) deviendront très populaires non seulement en swaré bèlè mais aussi dans les médias radios et télés qui s'en serviront notamment comme jingles publicitaires ou comme illustrations sonores de nombreuses émissions locales.

## Pistes
1. Mélodi Bèlè
2. Anba Bwa Bèl
3. Gadé Yol La
4. Sanblé
5. Manjé Péyi-A
6. Lafrik Ja Sipoté
7. Man Kontan
8. La Nou Yé-A
9. Moun A Bo Loto
10. Bod Lanmè
11. Vansé
12. Santiago
13. Sonjé Sa
14. Réfléchi
15. Mon' La Rèd